# Rząd Tymczasowy (powstanie listopadowe)
Rząd Tymczasowy Królestwa Polskiego (1830) – rząd Królestwa Polskiego utworzony 3 grudnia 1830 w czasie powstania listopadowego, po rozwiązaniu Rady Administracyjnej. Istniał do 21 grudnia 1830, gdy został zastąpiony Radą Najwyższą Narodową. 

## Skład rządu
- Prezes rządu
  - książę Adam Jerzy Czartoryski
- Członkowie:
  - Joachim Lelewel
  - Michał Kochanowski
  - Władysław Tomasz Ostrowski
  - Julian Ursyn Niemcewicz
  - Ludwik Michał Pac

Powstał w wyniku spacyfikowania żywiołów radykalnych, tworzących Towarzystwo Patriotyczne, które zaczęło wywierać radykalizujący wpływ na władze powstańcze poprzez swoich przedstawicieli w Radzie Administracyjnej. Rząd Tymczasowy wydał uniwersał zwołujący posiedzenie Sejmu Królestwa Polskiego na 18 grudnia. Mianował też gen. Józefa Chłopickiego Wodzem Naczelnym wojsk polskich.